# Iván Olano Duque
Iván Olano Duque (Cali, Colombia) es un escritor colombiano. Estudió música con énfasis en teoría y composición en la Universidad del Valle. Fue ganador del XIX Premio de ensayo 'Miguel de Unamuno' por su libro El sueño de la especie. Siete ensayos al borde del abismo.

## Biografía
Fue residente en la Fundación Antonio Gala en Córdoba en 2014, y escribe con frecuencia sobre temas artísticos, literarios y políticos para diarios y revistas de Latinoamérica y España. Por su aproximación literaria a diversas artes, colabora con distintos creadores musicales, plásticos y audiovisuales. Ha publicado los libros de ensayos sobre arte y literatura Variaciones sobre la embriaguez (Hombre Nuevo Editores, 2012 / Instituto Literario de Veracruz, 2014) y El sueño de la especie. Siete ensayos al borde del abismo (Devenir, 2019), libro ganador del XIX Premio de ensayo 'Miguel de Unamuno'.
Es el libretista de la ópera La vida es sueño, adaptación de la obra de Pedro Calderón de la Barca, con música del compositor Juan Pablo Carreño. La ópera es una colaboración con el violagambista y director de orquesta Valentin Tournet, y fue estrenada el 9 de junio de 2023 en el Festival Iberoamericano del Siglo de Oro en Alcalá de Henares. El libreto fue una comisión de la orquesta de instrumentos de época La Chapelle Harmonique y fue publicado en Madrid por la Editorial Devenir.    
Es analista político y escribe con frecuencia para diarios y revistas de Latinoamérica y España.